# Макфарленд, Рико
Рико Макфарленд (англ. Rico McFarland; род. 5 марта 1960, Чикаго, Иллинойс, США)  — американский блюзовый певец, гитарист, автор песен. Номинант Blues Music Awards в номинации «Лучший дебют» (2002) . 

## Биография
Рико Макфарленд родился в Чикаго в 1960 году. У его отца была блюзовая группа, в которой в частности играл Вилли Кент, так что Рико с раннего детства вращался среди блюзменов, которые приходили в гости к отцу, среди них были например Отис Раш и Хьюберт Самлин. Сначала Рико учился играть на барабанах, и с подросткового возраста играл в группах, в частности в соул-группах Kansas City Red, Cook County Express и The Natural Explosions . Однако, по словам музыканта, он устал играть на барабанах и к 15 годам в достаточной степени освоил гитару. Сам музыкант вспоминает: «Когда я был еще молодым парнем 15 лет, произошло событие, изменившее мою жизнь в результате дружеского пари между братьями. „Мы с братом пошли в клуб 1815, который раньше принадлежал Эдди Шоу. Брат поспорил со мной, что у меня не хватит навыков посидеть с Отисом Рашем, и я выиграл пари, потому что получил фулл-хауз — практически все встали“» . Вскоре Макфарленд приобрел репутацию прочного сайдмена, сессионного гитариста, и несколько лет провёл в гастрольной группе Альберта Кинга. Первый раз он записался ритм-гитаристом с Джимми Джонсоном на его знаковом альбоме Johnson’s Whacks, номинированном на первой церемонии Blues Music Awards на звание лучшего альбома современного блюза, а песня «I Need Some Easy Money» из этого альбома стала лауреатом в номинации «Песня года». Затем Макфарленд устроился постоянно в группу Литтл Милтона, где работал до 1982 года, затем работал с Джеймсом Коттоном, а затем во второй половине 1990-х вошёл в состав группы Лаки Питерсона, и остался в ней почти на десять лет. В это время Макфарленд продолжал работать сессионным музыкантом, его можно услышать на релизах таких музыкантов, как Джеймс Коттон, Джуниор Уэллс, Сил Джонсон, Лаки Питерсон, Шуга Блу, Карл Уэзерсби, Валери Веллингтон, Биг Тайм Сара, Бернард Эллисон среди прочих. В середине 1980-х также был участником соул-фанк-группы Amuzement Park, которая была основана в Нью-Йорке, и подписав контракт с Atlantic Records, выпустила три альбома.
В 2001 году записал и выпустил свой единственный сольный альбом Tired Of Being Alone, в записи которого приняли участие такие музыканты, как Карл Уэзерсби, Чико Бэнкс, Билли Бранч, Шуга Блу, Отис Клей и Сил Джонсон. Альбом получил хорошее признание, и был номинирован в 2002 году как лучший дебют года Blues Music Awards. Несмотря на успех альбома, Макфарленд предпочёл остаться сайдменом и сессионником. 
С середины 2000-х входил в состав группы Шуга Блу, «ключевой компонент группы Sugar Blue» , регулярно записывался и гастролировал в составе группы  по всему миру . В конце 2010-х, когда Шуга Блу перебрался за границу, Макфарленд реорганизовал собственную группу.   
Макфарленд использует обычно Telecaster когда играет соло, а для ритм-партий его любимую Gibson 335 

## Дискография
- Tired Of Being Alone (Evidence, 2001)